# Michael Kaplan
Michael Kaplan (Filadèlfia, Pennsilvània, segle XX) és un dissenyador de vestuari de cinema estatunidenc. Kaplan ha estat treballant en la indústria cinematogràfica de Hollywood des del 1981.
Va guanyar a la British Academy of Film and Television Arts el BAFTA al millor vestuari el 1983 per Blade Runner.
El 22 de maig de 2013, es va anunciar que anava a reunir-se amb J. J. Abrams per a la primera pel·lícula de la tercera trilogia d'Star Wars, Star Wars episodi VII: El despertar de la força.